# ゴート戦争
ゴート戦争（ゴートせんそう、伊: Guerra gotica、羅: Bellum Gothicum）は、東ローマ帝国と東ゴート王国の間でイタリア半島とその隣接地域のダルマチア、サルデーニャ、シチリアおよびコルシカにおいて535年から554年まで行われた戦争である。
この戦争は一般に二つの期間に分けられる。第一期（535年–540年）は東ローマ軍の侵攻からベリサリウスによるラヴェンナの占領と東ローマ帝国による一応のイタリア征服で終わり、そして第二期（540年, 541年–554年）はトーティラ王のもとで東ゴート族の抵抗が再起し、長期にわたる苦闘の後にナルセスによって制圧されるまでであり、ナルセスはさらに554年のフランク族とアラマンニ族の侵攻も撃破した。しかしながら、北イタリアの多くの都市が560年代初頭まで抵抗を続けている。
戦争は、前世紀に蛮族の侵入によって失われたかつての西ローマ帝国の属州を回復しようとする東ローマ皇帝ユスティニアヌス1世の野望に端を発している（民族移動時代も参照）。長期間にわたる戦争によってイタリアは荒廃し、戦災と飢餓そして疫病によって人口も激減してしまい、東ローマ帝国の国力も使い果たされた。そのため、東ローマ帝国は568年のランゴバルド族の侵攻に抗することができず、イタリア半島の大部分が失われることになった。

## 背景

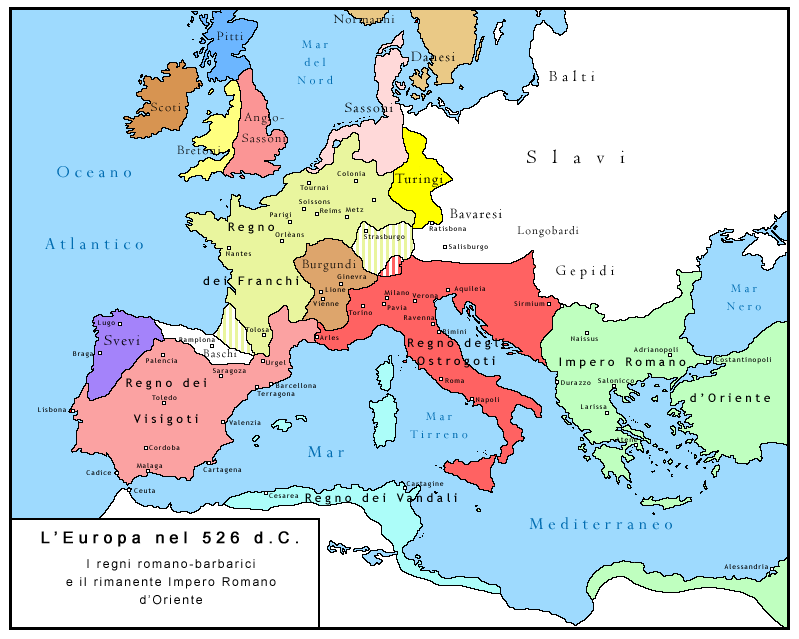
526年時点のヨーロッパ

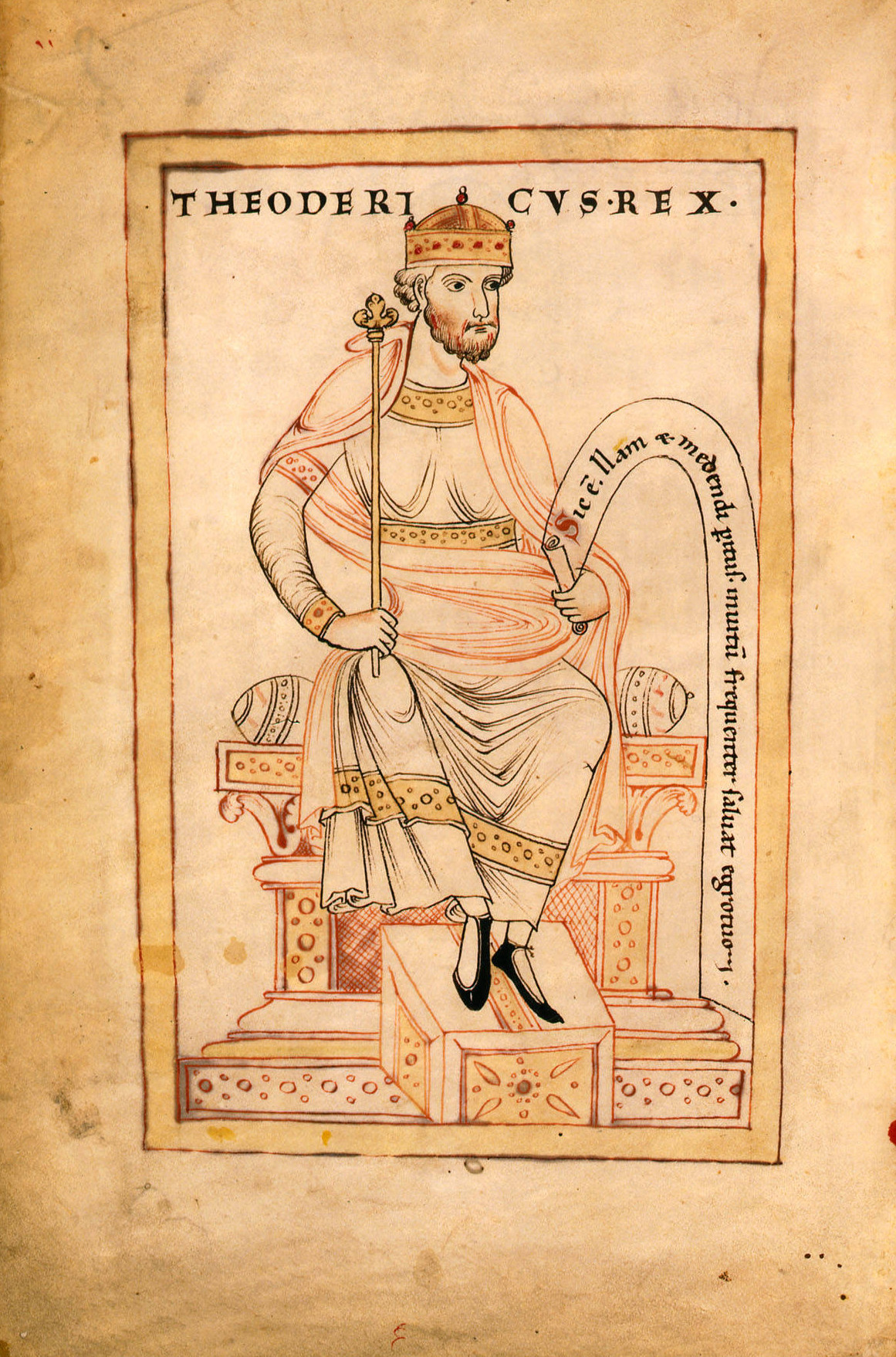
東ゴート王テオドリック

476年、オドアケルが西ローマ皇帝ロムルス・アウグストゥルスを追放し、東ローマ皇帝ゼノンよりイタリア領主（dux Italiae）として任命されたことで、西ローマ皇帝による西ローマ帝国の支配は終了した。オドアケルはゼノンの宗主権を認めていたものの、彼の独立志向と勢力の増大はコンスタンティノープルの目には脅威と映った。この頃、テオドリック王の東ゴート族は帝国の同盟部族（フォエデラティ）としてバルカン半島西部に定住していたものの、東ローマ帝国領に対する略奪を再開し始めていた。ゼノン帝は「一石を投じて二羽を仕留める」ことを決心し、オドアケルを排除すべく東ゴート族を帝国の代理人としてイタリアに赴かせ、テオドリックの東ゴート族はオドアケルを撃破して、イタリアを支配下においた。しかしながら、テオドリックとゼノン帝そしてその後継者のアナスタシウス1世との協定に従って、領土と住民は依然としてローマ帝国の一部と見なされ、テオドリックは西ローマ帝国の官僚として総督と管区軍司令官（マギステル・ミリトゥム）の役割で満足していた。
この協定はテオドリックによって遵守され、行政は従来のまま継続されてローマ人によって運営され、立法権は皇帝に保持されていた。一方で、軍隊は完全に東ゴート族に握られ、彼らは自らの首長たちと宮廷に従っていた。二つの人民は信仰によってさらに別たれており、ローマ人はカトリック（両性説）であり、東ゴート族はアリウス派であった。もっとも、ヴァンダル族や初期の西ゴート族と違い、かなりの宗教的寛容が行われていた。この複雑な二元制度はローマ貴族層を疎外することなく自らの政策を実施する術を知る賢明かつ強い指導力を持つテオドリックによって効果的に働いていたが、彼の晩年には崩れ始め、彼の後継者たちの代に完全に瓦解した。
ユスティヌス1世が即位して「アカキオスの分離」 (en) が終わり、教会の統一が回復すると、アリウス派は危機感を持ち、東ローマ帝国やローマ教皇の意図に疑念を持つようになった。ローマ人に対して疑念を持ったテオドリックは524年に宰相 (magister officiorum) ボエティウスを処刑し、これに対し、東ローマはコンスタンティノープルのアリウス派を処刑する。

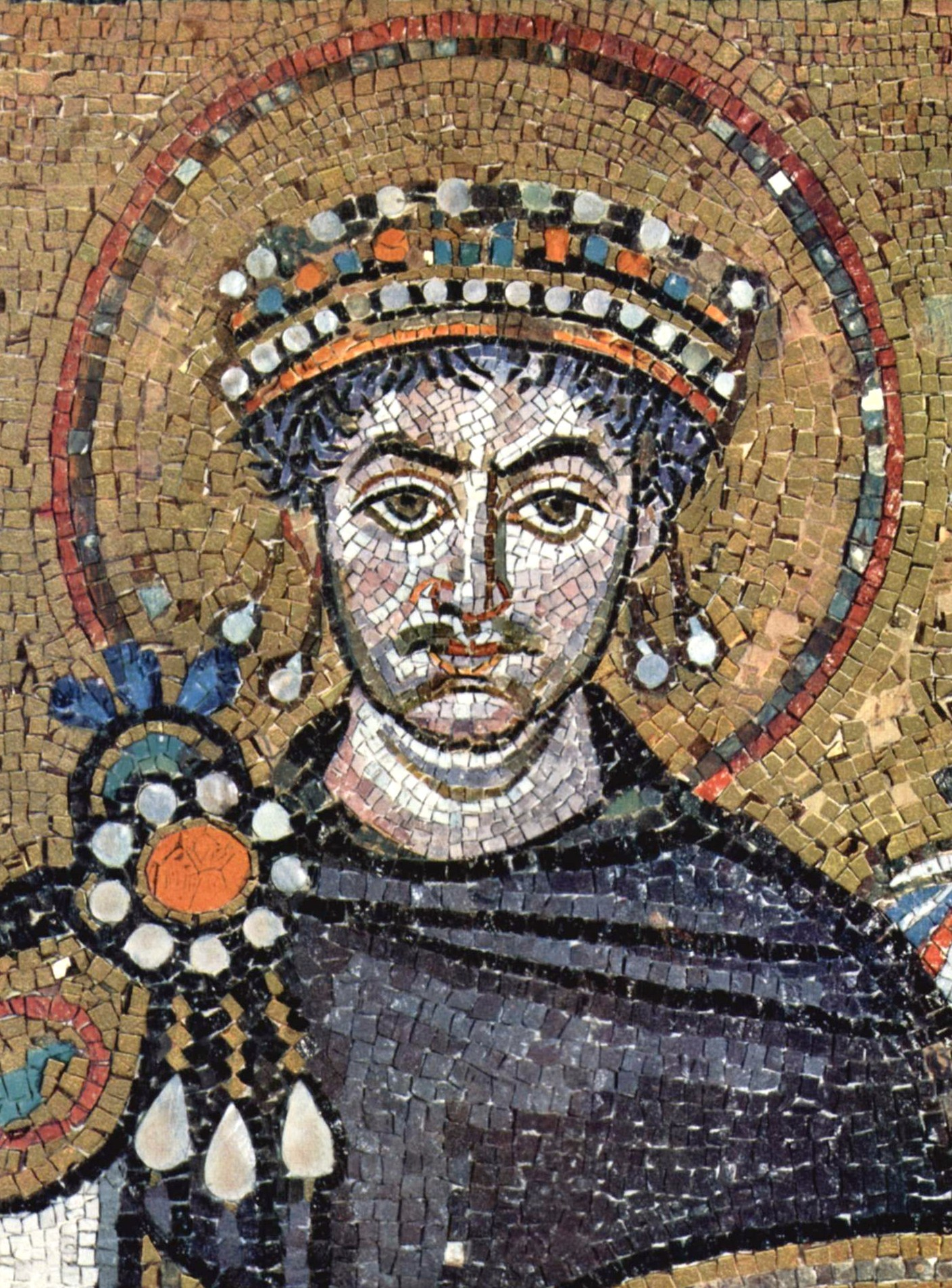
東ローマ皇帝ユスティニアヌス1世
ラヴェンナ・サン・ヴィターレ聖堂

526年8月にテオドリックが死去して孫のアタラリックが後を継いだ。アタラリックがまだ幼少であったため、母のアマラスンタ（テオドリックの娘）が摂政の地位に就き、ローマの教育を受けた彼女は元老院および帝国との和解政策を執った。これらの政策そして彼女が息子にローマ風の教育を施していたことは東ゴート族には不評であり、彼らは彼女に対する陰謀を企て始めた。危険を察知したアマラスンタは陰謀の首謀者三名を処刑したが、一方で皇帝に書簡を送り、もしも彼女がイタリアから逃れざる得なくなれば庇護を与えてくれるよう求めている。結局、534年に息子のアタラリックが死去してもアマラスンタは実権を握り続け、彼女は従弟のテオダハドを共同統治者に任命した。これは致命的な誤りとなり、テオダハドは間もなく彼女を逮捕し、535年初めに暗殺してしまった。
これより前の533年にユスティニアヌス1世（ユスティヌス1世の甥で後継者）はヴァンダル王国の内紛を利用して北アフリカ諸州を回復すべく最も有能な将軍ベリサリウスを派遣していた。このヴァンダル戦争は思いがけず迅速かつ決定的な勝利に終わり、ユスティニアヌス帝の西方諸州回復の野望を励ますことになったのは疑い無い。この戦争に際してアマラスンタは東ローマ艦隊の作戦基地として東ゴート領のシチリア諸港の使用を認めていた。ユスティニアヌス帝は使節を通じてアマラスンタの命を救おうとしたが、無駄に終わった。いずれにせよ、アマラスンタの死はユスティニアヌス帝に絶好の口実を与えた。「治世の9年目にあって、アマラスンタの身に起こったことを知るやいなや彼は戦争を始めた」と歴史家プロコピオスは述べている。
ベリサリウスが最高司令官（stratēgos avtokratōr）に任命されて兵7,500とともにイタリアへ派遣され、イリュリクム管区軍司令官（magister militum per Illyricum）のムンドゥス (en) （アッティラの孫を名乗るフン族の将軍）にはダルマチア占領の任務が与えられた。この時、ベリサリウスに与えられた兵力はヴァンダル族との戦争の時よりも寡兵であり、強力な東ゴート王国を倒すには不十分なものだった。作戦準備が極秘裏に進められる一方で、ユスティニアヌス帝はフランク族に贈物と黄金を贈り彼らの中立を確保しようとしていた。

## ゴート戦争第一期（535年-540年）

ゴート戦争第一期関係地図。

### 東ローマ軍の侵攻（535年6月 - 536年12月）

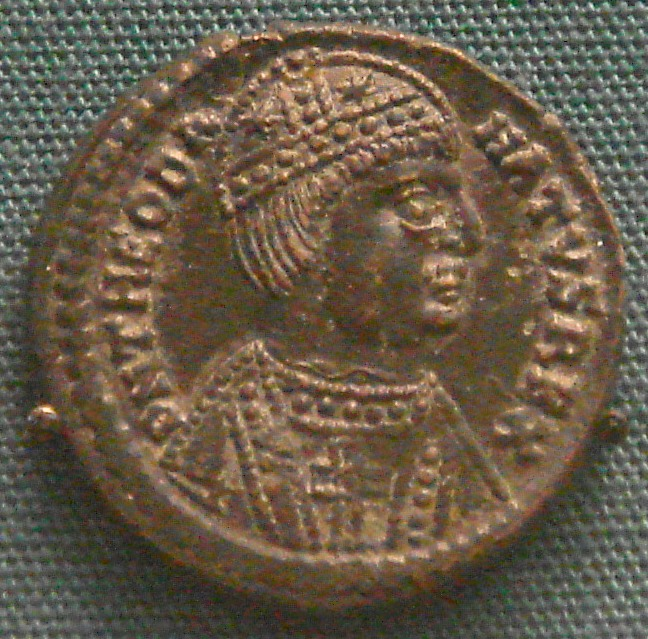
東ゴート王テオダハド

535年6月、ベリサリウスはアフリカを出帆してシチリアに上陸した。島は迅速に占領され、唯一抵抗したパノルムス（Panormus:現在のパレルモ）も12月に攻略された。ベリサリウスはここからイタリア渡航を準備した。東ローマ軍の成功に恐怖したテオダハドはユスティニアヌス帝の元へ使者を送り、シチリアの割譲とユスティニアヌス帝の宗主権承認を、これが受け入れられない場合には年金と爵位とを引き換えに退位をも提案している。
その間、ムンドゥスはほとんど抵抗を受けることなくダルマチアを制圧し、ダルマチアの首都サロナ（現在のスプリト）を占領した。だが、救援のための東ゴート族の大軍が到着して、ムンドゥスの息子マウリキウスは小競り合いで戦死する。息子の死に激怒したムンドゥスは東ゴート軍に向けて自軍を進めて、これを撃滅したが、その追撃中に彼自身が戦死してしまう。この結果、東ローマ軍は撤退してサロナを除くダルマチア全土は放棄され、東ゴート軍の手に帰した。勝報を受けたテオダハドは大胆になり、ユスティニアヌス帝の特使を逮捕して投獄してしまった。
平和的イタリア接収の可能性がなくなったことを受け、ユスティニアヌス帝はダルマチア奪回のため、新たにイリュリクム管区軍司令官コンスタンティアヌスを派遣し、ベリサリウスにはイタリア渡航を命じた。コンスタンティアヌスは任務を迅速に成し遂げた。東ゴート族の将軍グリパスはサロナを占領したばかりだったが、城壁は崩落しており、市民も親ローマ的であったため町を放棄して北方へ撤退した。コンスタンティアヌスはサロナを占領し城壁を再建した。7日後、東ゴート軍はイタリアへ後退し、6月までにダルマチアは再び東ローマ帝国の支配下に入った。
536年晩春、ベリサリウスは海を渡ってイタリアへと軍を進め、レギウム（Rhegium:現在のレッジョ・ディ・カラブリア）を奪取した。11月、東ローマ軍は多数の犠牲を出しながらもナポリを攻略し、略奪を行った。ベリサリウスの素早い進軍に東ゴート族は驚愕し、テオダハドの無能さに憤慨した。ナポリ失陥後、ローマにいたテオダハドは追放され、新王にウィティギスが選ばれた。テオダハドは首都ラヴェンナへの逃亡を図るが、刺客に追いつかれ暗殺された。

### ウィティギスの反撃（536年12月 - 538年4月）

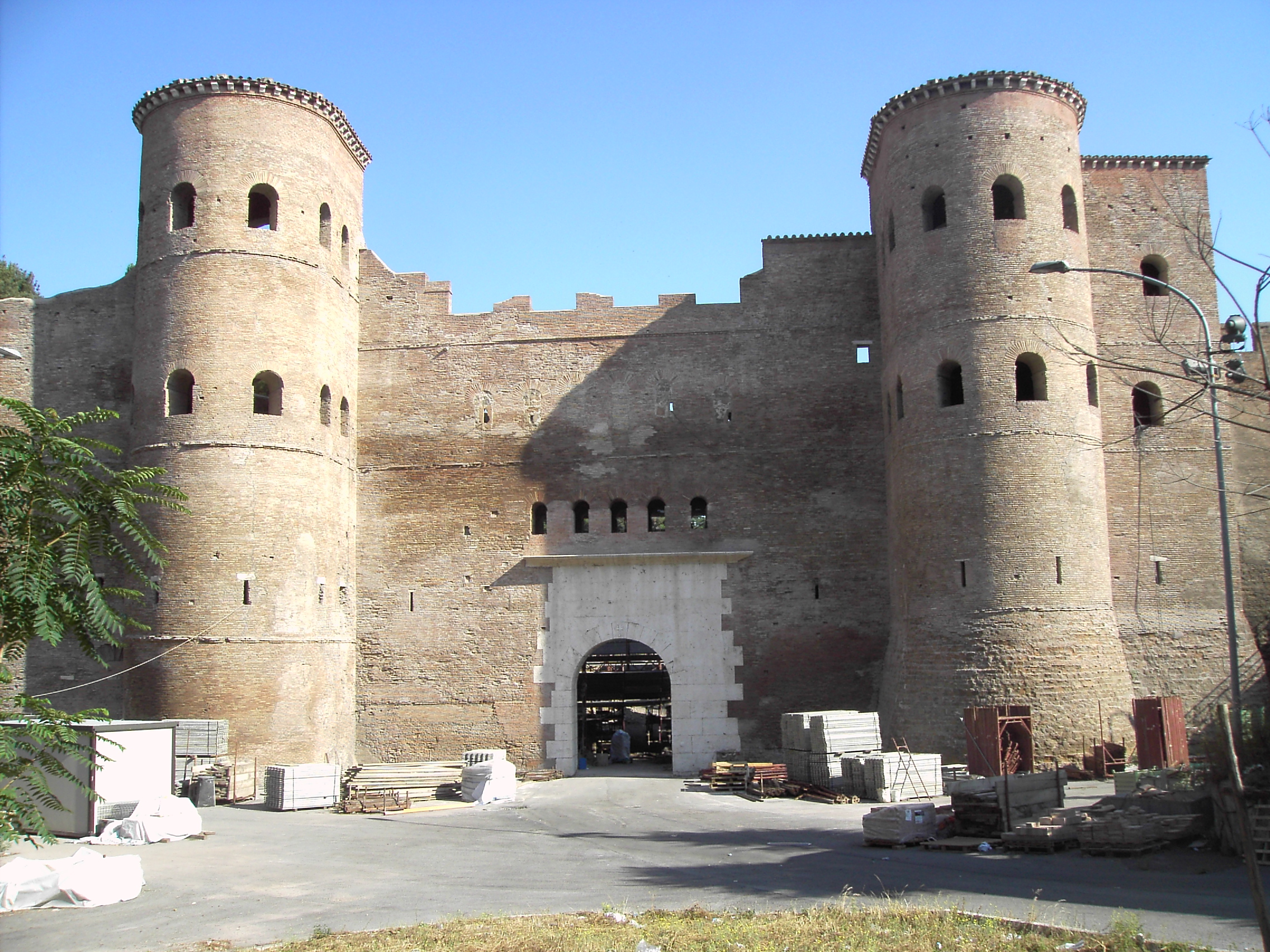
ベリサリウス率いる東ローマ軍がローマに入城したアジナリア門

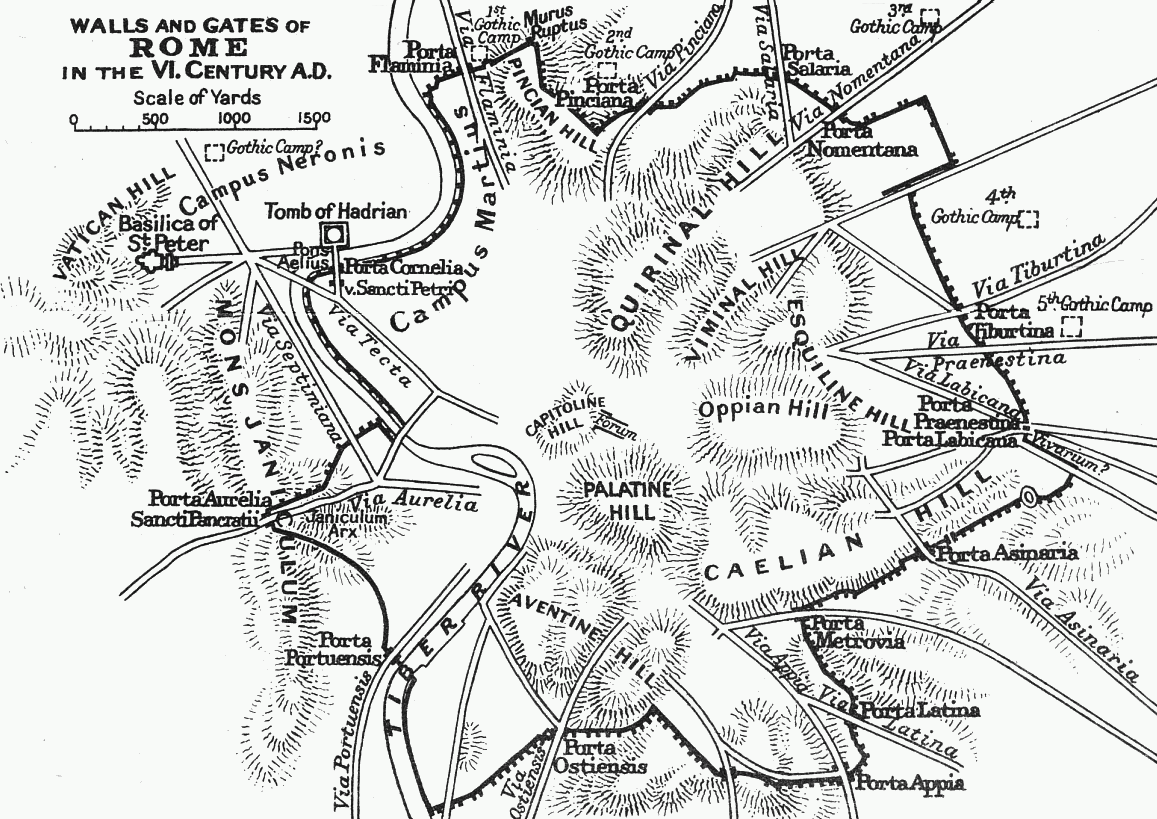
6世紀時点のローマ市の城壁配置

新王ウィティギスはローマを放棄してラヴェンナへと向かい、王位継承を正統化し侵略に抵抗するための軍を召集すべくアマラスンタの娘マタスンタと結婚した。536年12月にベリサリウスは抵抗を受けることなくローマに入城できた。
ウィティギスは南ガリア（現在のプロヴァンス）割譲と金2000リトゥラの支払いを条件にフランク族と同盟を結んで背後を固めると、537年2月に大軍を率いてローマへと進軍した。一方、ベリサリウスは野戦を行うに十分な兵力がなく籠城した。ゴート戦争中、幾度も行われることになるローマ包囲の最初となるこの包囲戦は537年3月から538年3月まで1年にわたり続いた（ローマ包囲戦 (537年-538年) (en) ）。この包囲戦では69回もの大小の戦闘記録が残されている。ローマ市内は飢餓と疫病に苦しめられ、ローマ人の不満が教皇シルウェリウスへ向けられ廃位される事件が起こっている。
4月にコンスタンティノープルから1,600人のスラブ族とフン族の部隊が到着し、11月に兵5,000の増援が到着すると東ローマ軍は攻勢に転じた。東ローマ軍の騎兵隊が東ゴート軍の背後の諸都市を攻略・略奪し、もともと貧弱だった補給状態をさらに悪化させて、東ゴート族を威嚇した。最終的にラヴェンナから1日の距離にあるアリミヌム（Ariminum：現在のリミニ）がヨハネス将軍によって攻略させられたことにより、ウィティギスは包囲を解いて撤退した。
ウィティギスは後背の安全を確保すべく諸都市と城塞の守備兵を強化した上で、アリミヌム奪回に向かった。この地にはベリサリウスの精鋭を含む2,000の騎兵隊が占拠しており、ベリサリウスはこれを歩兵と交代させ騎兵隊を自らの側において活用可能にしようとしたが、指揮官のヨハネスはこの命令を拒否してアリミヌムに留まった。この失策は間もなく東ゴート軍が到着して明白になる。最初の強襲は失敗したものの、彼らは僅かな兵糧しかない都市の包囲を進めた。同時に別の東ゴート軍がアンコーナへ進軍した。彼らは野戦で東ローマ軍を打ち破ったが、結局、アンコーナの城壁突破には失敗している。
この時、アルメニア人の宦官ナルセスに率いられた同盟部族・ヘルール族2,000人がピケヌム（Picenum）に到着した。ベリサリウスはナルセスと会合したが、両将は今後の方針について意見が対立した。ナルセスはアリミヌムを直接救援することを主張し、ベリサリウスはより慎重な方法を望んだが、落城が近いとのヨハネスからの手紙が届いたため前者に決した。ベリサリウスは軍を三手に分かち、海上輸送部隊は彼が最も信頼する副官イルディガルが率い、老練なマルティヌスに率いられた部隊が南方から攻め、そして主力部隊を彼自身とナルセスが率いた。だが、東ローマ軍の接近を知ったウィティギスは優勢な敵軍に包囲されることを避けるべく急ぎラヴェンナへ撤退した。
アリミヌムでの無血勝利はベリサリウスに対するナルセスの立場を強化し、ヨハネスを含む多くの多くの将軍たちがナルセスの側に付いた。アリミヌム救援後の軍議で、この不和は顕在化する。ベリサリウスが背後にあるアウクシウム（Auximum：現在のオージモ）の東ゴート軍を制圧して包囲されているメディオラヌム (en) （Mediolanum：現在のミラノ）を救援する作戦を主張したのに対して、ナルセスはアエミリア（Aemilia）での軍事行動を含む、やや兵力を分散させる作戦を主張した。ベリサリウスはことを完全な決裂に至らせることはせず、ナルセス、ヨハネスとともにウルウィヌム（Urbinum：現在のウルビーノ）へ進軍することとした。二派の軍隊は別々に野営するようになり、すぐにナルセスはウルウィヌムは要害堅固かつ十分な補給もあると考え至り、野営地を引き払いアリミヌムへと向かってしまった。ここから彼はヨハネスをアエミリアへ派遣し、同地を容易に制圧した。一方、ベリサリウスは町の唯一の水源の枯渇という幸運もあり、ほどなくしてウルウィヌムを陥落させる。何れにせよイタリアの東ローマ軍は二人の司令官に従うことになり、この不和はメディオラヌム救援失敗という悲劇的な結果をもたらすことになる。

### メディオラヌム略奪（538年4月 - 539年3月）

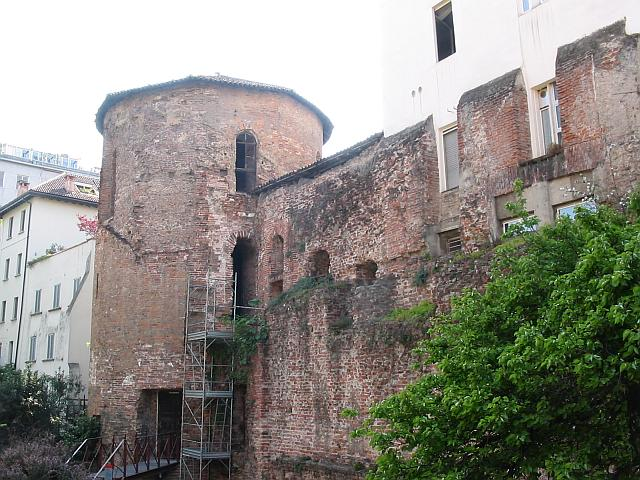
ミラノのローマ帝国時代の城壁。

538年4月、ベリサリウスはローマに次ぐイタリア半島第二の人口と富を有するメディオラヌム（現在のミラノ）からの請願を受け、ムンディアル率いる兵1000を派遣した。派遣部隊はメディオラヌムとティキヌム（Ticinum）を除くリグリア地方のほとんどを苦もなく確保した。だが、ウィティギスがフランク王に助けを求めると1万のブルグント族が予想もできない速さでアルプス山脈を越え、ヴライアス（Uraias）率いる東ゴート軍とともにメディオラヌムを包囲した。
町は食糧が不足しており、元々少数だった東ローマ軍は周囲の町や砦を守るために各地に分散しており守備兵も僅かだった。ベリサリウスは救援軍を送ったが、司令官のマルティヌスとウリアリスは包囲されている町を救出する何らの努力もしなかった。彼らは隣接するアエミリア地方で作戦行動中のヨハネスとイリュリクム管区軍司令官のユスティノスに援軍を要請したが、東ローマ軍指揮系統の分裂が事態を悪化させる。ヨハネスとユスティノスはナルセスの許可なく動くことを拒否し、さらにヨハネスが病になったことで準備が滞ってしまった。
これらの遅延はメディオラヌムに致命的な結果をもたらした。数カ月の包囲に耐えた町は飢餓状態に陥っていた。東ゴート軍は守備隊長ムンディアルに降伏すれば兵士たちの安全を保証すると約束したが、市民の安全が保証されなかったため彼は拒絶した。だが、539年3月になると、飢えに苦しむ兵士たちが彼に降伏の受諾を強要した。実際に東ローマ兵たちの命は救われたが、市民たちは虐殺され、町は完全に破壊された。

### ラヴェンナ占領（539年3月 - 540年5月）

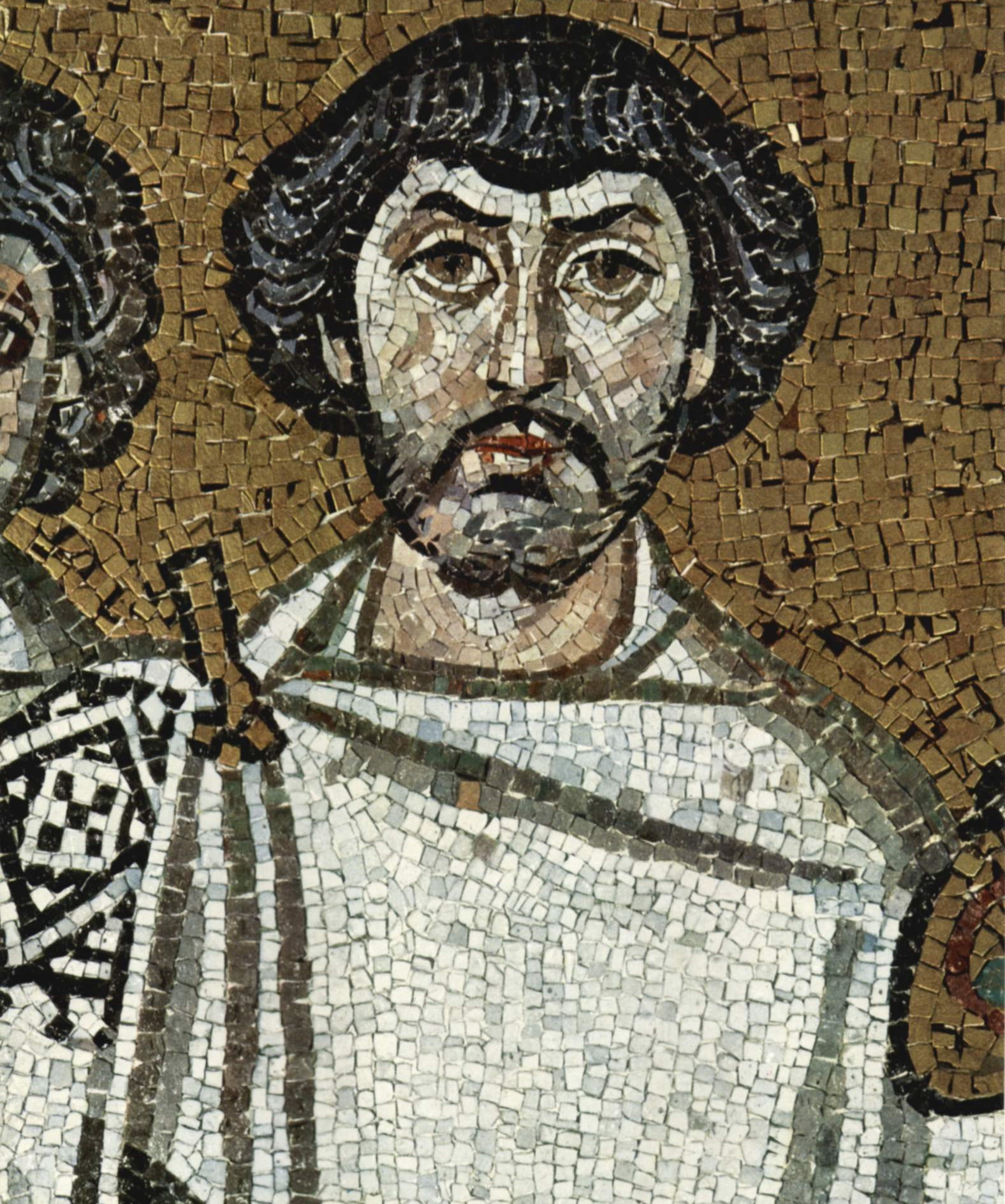
ベリサリウス
ラヴェンナ・サン・ヴィターレ聖堂

この大惨事の結果、ナルセスは召還され、ベリサリウスのイタリアにおける最高司令官としての権限が確認された。同じ頃、ウィティギスはペルシャ宮廷に使者を送り、ホスロー1世に対して東ローマとの戦争を再開するよう説得させていた。説得が成功すればユスティニアヌス帝はベリサリウスを含む軍の主力を東方に集中させねばならなくなり、東ゴート族は回復の機会を得ることができる。実際に両国の戦争は再開したが、ウィティギスにとっては遅すぎた。
一方、ベリサリウスはラヴェンナを攻略して、この戦争を終わらせると決意した。これを成し遂げる前に、彼はアウクシウムとファエスラエ（Faesulae：現在のフィエーゾレ）の2つの東ゴート軍拠点を攻略せねばならなかった。マルティヌスとヨハネスがヴライアス率いる東ゴート軍を牽制すべくポー川を渡河する一方で、ユスティノスがファエスラエを、そしてベリサリウスはアウクシウムを包囲する。
この包囲戦の最中にテウデベルト (en) 率いるフランク族の大軍がアルプスを越えて侵攻し、東ゴート軍と東ローマ軍の両方に不意打ちをかけて来た。援軍が来たと思い込んでいた東ゴート軍はたちまち総崩れになる。同様に驚愕した東ローマ軍は交戦したが撃破され、南方のトスカーナへと退却した。戦争の行方を変えたこのフランク軍の侵攻だが、赤痢が蔓延して多数の死者を出し、撤退を余儀なくされた。ベリサリウスは両都市の包囲に専念し、539年10月または11月に飢餓に苦しんでいた両都市は降伏した。
これらの成功によって後顧の憂いがなくなり、ダルマチアからの増援も得たベリサリウスはラヴェンナへと進軍する。別働隊がポー川の北方へ送られ、帝国艦隊がアドリア海を哨戒して町への補給を断った。包囲された東ゴート王国の首都では、ウィティギスとの同盟を求めるフランク族の使者との交渉が持たれていたが、前年夏の出来事もあり、フランク族からの申し出には信がおけなかった。程なくしてコンスタンティノープルからの使者が訪れ、ユスティニアヌス帝からの非常に寛大な講和を申し出て来た。ペルシャとの戦争の為に東ゴートとの和平を切望していた皇帝は、ポー川の南を帝国領、北を東ゴート領とする分割案を提示した。ウィティギスはこの和平案を受け入れようとしたが、ベリサリウスは、このような和平は自分の功績に対する裏切りであると見なし、将軍たちの反対にもかかわらず、署名を拒否してしまう。

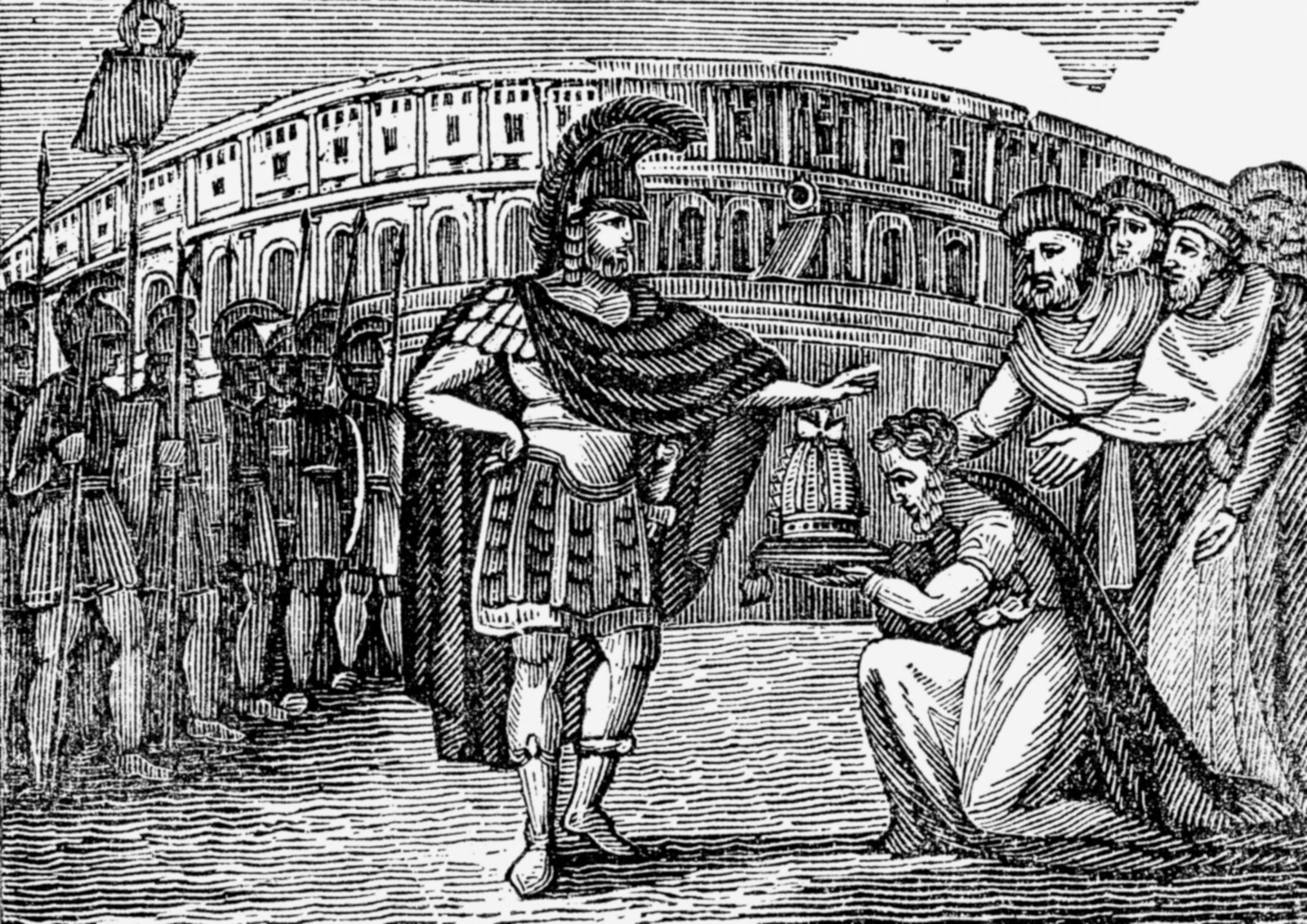
イタリア王位を拒否するベリサリウス。
作者不明。1830年

ベリサリウスの意思を誤解したウィティギスは彼に対して「西方の王」(basileus)の座を提供した。ベリサリウスにはそのような野心はなかったが、状況を利用すべく偽りの承諾をした。540年5月、ベリサリウス率いる東ローマ軍がラヴェンナに無血入城した。町を占領したベリサリウスはユスティニアヌス帝の統治下に入ったこと、そして東ゴート王国の消滅を宣言した。
ウィティギスの身柄は拘束され、王室の財宝もコンスタンティノープルへ送られたが、町は略奪されることはなく、東ゴート族の財産も保証された。ユスティニアヌス帝からの召喚命令により、ベリサリウスはウィティギスを伴ってコンスタンティノープルへ帰還した。ウィティギスにはパトリキ（貴族）の称号が与えられ、安楽な引退生活が許された一方で、捕虜となった東ゴート兵たちは対ペルシャ戦の増援として東方に送られた。
ラヴェンナの降伏により、ポー川北方の諸都市も帰順したが、ヴライアスの本拠であるティチヌム（Ticinum）やイルディバルドが守るヴェローナは依然として東ゴート族の勢力下にあった。

## ゴート戦争第二期（540年/541年-554年）

### イルディバルドとエラリーコ （540年 - 541年）
ベリサリウスが去った後のイタリアの大部分は東ローマの支配下にあったが、ポー川の北方にあるティチヌムとヴェローナは未だ征服されていなかった。ベリサリウスの欺瞞が明らかになると、ヴライアスの奨めにより、東ゴート族はイルディバルドを新たな王に選んだ。ユスティニアヌス帝はベリサリウスの後任となる最高司令官を任命しなかった。東ローマ軍の兵士と将軍たちは訓練もせずに略奪に耽り、新たに任命された帝国官吏たちは重税を課してすぐに信望を失った。イルディバルドはヴェネツィアとリグリアの支配を回復した。イルディバルドはトレヴィーゾで東ローマ軍を大いに破ったが、妻同士の諍いが元でイルディバルドはヴライアスを殺し、彼自身もまた541年5月に暗殺されてしまった。
オドアケルの残党のルギイ族（イタリアに留まり、東ゴート族に味方していた）がイルディバルドの甥エラリーコを東ゴート王に推戴する。奇妙なことだが、東ゴート族はこの選出を支持した。だが、エラリーコは東ゴート族に対してユスティニアヌス帝との和平交渉を説得し、さらには秘かにイタリア全土を帝国に差し出そうと目論んでいた。彼の本意に気づいた東ゴート族は同じくイルディバルドの甥でエラリーコの従兄弟であるトーティラに鞍替えし、王位を提供した。皮肉にもトーティラ自身も帝国との交渉に入っていたが、陰謀者たちから謀議を持ちかけられると彼らに同意する。541年秋にエラリーコは殺害され、トーティラが王となった。

### トーティラの元での東ゴート族の再起 （541年 - 543年）

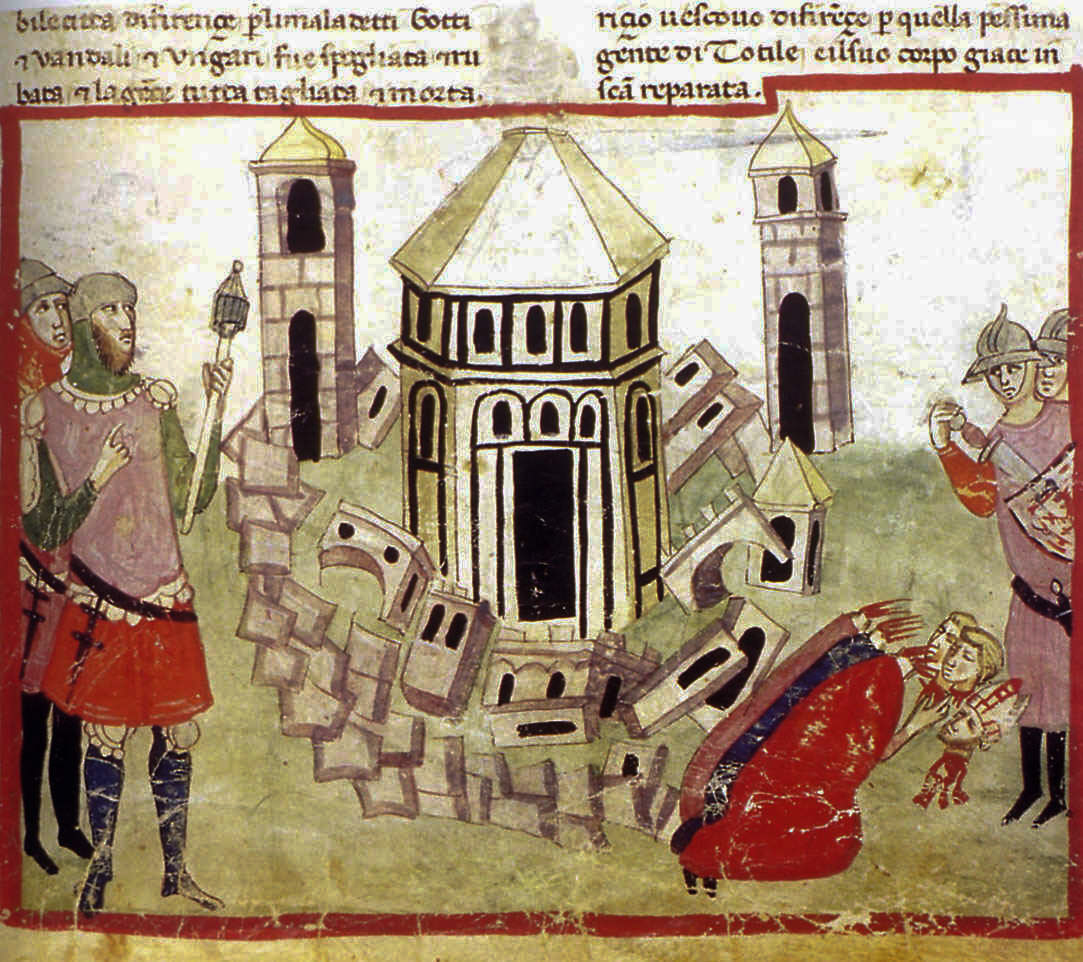
トーティラによるフィレンツェ破壊。

三つの要因がトーティラによる東ゴート王国再興に有利に働いた。第一は542年に帝国領内で発生した黒死病の流行 (en) により、帝国の人口が激減したこと。第二は対ペルシャ戦争 (en) の勃発。第三はイタリアに駐留する帝国の将軍の不統一と無能である。ユスティニアヌス帝に急き立てられたコンスタンティーヌ将軍とアレクサンダー将軍が兵を併せてヴェローナへと進軍した。彼らは内応によって城門を奪取できたが略奪の分け前を巡って諍いを起こしてしまい、東ゴート軍は城門を奪回し東ローマ軍を退かせた。トーティラはファヴェンチィア （Faventia ：現ファエンツァ）の野営地を急襲して東ローマ軍を撃破する。その後、トーティラはトスカーナへと進撃し、フィレンツェを包囲した。ヨハネス、ベッサそしてキプリアンの3人の東ローマ将軍が救援に向かったが、数に勝る彼らは敗北し、潰走した。
兵力で劣り、ただ一度の敗戦で破滅しかねない危険があるにもかかわらずトーティラは中部イタリアに留まることなく、東ローマ軍の守備隊が少なく弱体な南部へ進軍することを決めた。彼はローマを迂回し、南イタリア諸州は制圧された。この戦役はトーティラの戦略の要点をよく現わしている。迅速な行軍により農村部を支配し、東ローマ軍は孤立した沿岸部の拠点に取り残され、やがてその数を減らすことになる。城塞が陥落すると城壁を破壊して軍事的価値を無くす。さらに意図的に捕虜を丁重に扱い、これにより抵抗して死ぬよりも降伏することを誘うようになる。そして、イタリアの住民たちの支持を得るよう積極的に働きかけた。同時にトーティラの活動によって税収は彼の懐に収まり、イタリアにおける帝国の財政は危機に瀕し、東ローマ兵への給与が滞るようになった。
トーティラはコノン将軍が兵1,000を率いて守るナポリに兵を進めた。新任された管区軍司令官ディミトリオスがシチリアから大規模な救援軍を派遣したが東ゴート艦隊の迎撃を受けてほぼ全滅した。ディミトリオスは第2次救援軍を送り込もうとしたが、強風により艦隊の船が座礁してしまい、そこへ東ゴート軍が襲い掛かり壊滅させられた。絶望的な事態を知ったナポリの守備隊に対して、トーティラは降伏すれば退去の安全は保証すると約束した。飢餓に苦しめられていたコノンはこれを受入れ、543年4月上旬にナポリは降伏した。

### ベリサリウスのイタリア復帰（544年 - 550年）

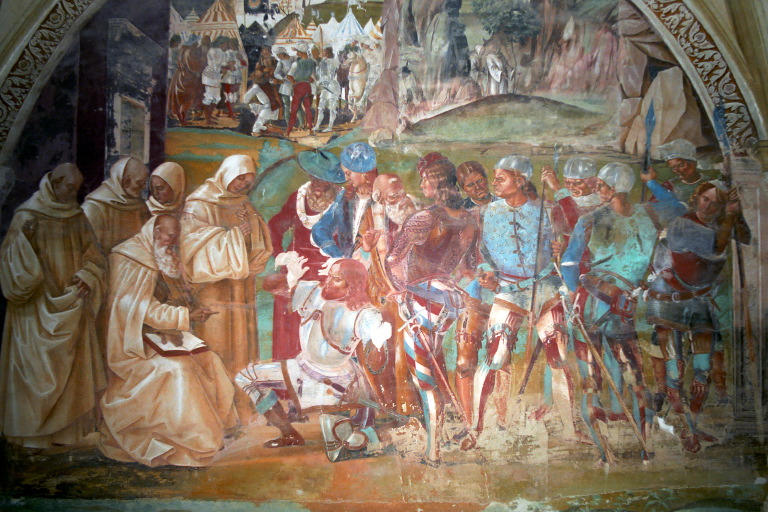
聖ベネディクトゥスとトーティラ。
ルカ・シニョレッリ画。15世紀

ペルシャとの5年間の休戦が成立したことにより、544年にベリサリウスが200隻の艦隊を率いてイタリアに復帰したが、イタリアの状況は彼がいた頃とは全く変わっていた。帝国は未だ軍の主力を対ペルシャ戦線に投じなければならなかったため、ベリサリウスは不十分な戦力しか持つことができず、また陰謀の嫌疑を受けて一時失脚させられた身でもあったので軍司令官の職も与えられず、自前で兵士を集めねばならなかった。彼はオトラントとオシモを占領したが、兵力も資金も不足しており、コンスタンティノープルのユスティニアヌス帝に援助を懇願する手紙を送ったが、皇帝に黙殺されている。ベリサリウスは兵力不足のままローマ付近のポルトに進出した。
ローマは545年末からトーティラにより包囲されており、ベリサリウスはローマの救援を試みたがヨハネス将軍との意見の不一致もあって成功せず、546年12月に給与不払いに不満を持ったイサウリア人の裏切りにより東ゴート軍の手に落ちてしまった（ローマ略奪）。トーティラは原状復帰を条件とする和平をユスティニアヌス帝に提案したが、皇帝はこれを拒否した。和平を拒絶されたトーティラはローマの城壁を破壊して南イタリアへと兵を進めた。この際に彼はローマの完全な破壊さえ計画していたが、寸前で思い止まっている。
東ゴート族にとってこの戦争は生死をかけた戦いとなっており、しばしば、急進的な手段も正当化された。トーティラは奴隷を解放して兵士にするよう命じ、このことにより、イタリアの元老院階級を帝国の側に追いやることになる。547年にベリサリウスはローマを奪回したが、長い包囲戦と飢餓の末、550年1月に再び東ゴートの手に落ちた。5世紀にヴァンダル族や東ゴート族の略奪を受けていたローマ市は、535年時点でもなお10万人の住民を擁していたが、過酷なゴート戦争の結果、人口が激減しほとんど廃墟と化した。550年、トーティラは戦勝を祝ってチルコ・マッシモで大規模な戦車競走を催している。これが古代における最後の戦車競走の記録である。
一向に勝利を得られないベリサリウスに苛立ったユスティニアヌス帝は、549年に彼の召還を決めた。歴史家プロコピオスの記述を信じるならば、ベリサリウスの苦戦の原因はユスティニアヌス帝の嫉妬により、補給も増援も途絶えたためである。
トーティラは艦隊を編成してダルマチア沿岸部やシチリアを襲撃させ、東ローマ帝国の制海権を脅かすまでになった。

### ナルセスのイタリア征服（551年 - 554年）
550年から551年にかけて対ペルシャ戦線が落ち着いたことにより、ユスティニアヌス帝は再びイタリア方面へ力を注ぐことが可能になった。ベリサリウスの後任にはゲルマヌス (en) が任命された。ゲルマヌスは皇帝の従兄弟にあたり、またテオドリックの孫娘でウィティギスの妻でもあったマタスンタと再婚しており、東ゴート族に対する政治的効果も期待されていたが、彼は出征準備中に急死してしまう。代わって、ナルセスが最高司令官に任命され、彼には豊富な資金と大幅な権限が与えられた。
ナルセスはランゴバルド族、ヘリール族など蛮族を中心に3万の兵を集め、東ローマ軍はイリュリアを経て、551年に北イタリアに侵攻した。同年秋にアドリア海のセナ・ガリカ（Sena Gallica：現在のセニガッリア）で海戦が行われ、東ゴート艦隊が壊滅している（セナ・ガリカの海戦 (en) ）。
長期間の戦いで疲弊していた東ゴート軍は対抗しうる兵力を集めることが難しくなっており、またポー渓谷の彼らの防御拠点は迂回されてしまい、ナルセスの軍隊は中央イタリアのヴェネトに直接進出してきた。東ローマ軍の侵攻を食い止めるべく、トーティラは兵2万をもってブスタ・ガッローウムと呼ばれる狭い渓谷（現在のペルージャ付近）に布陣した。

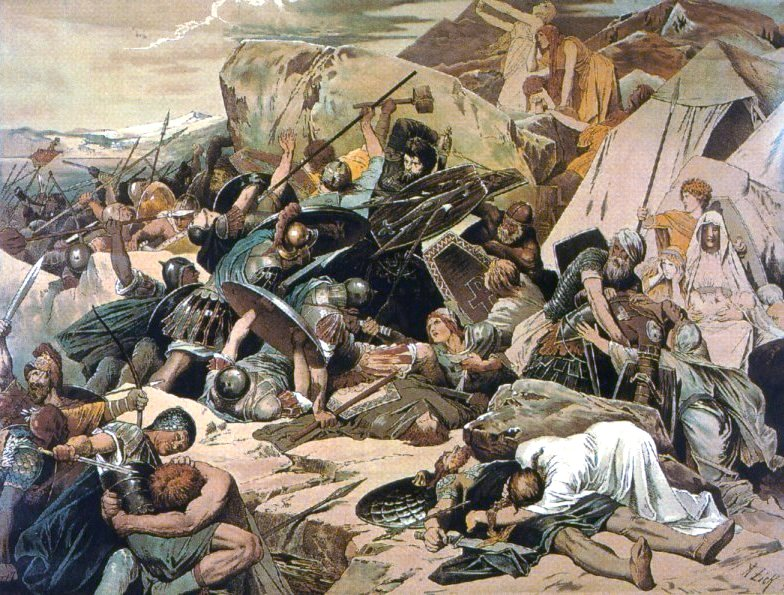
モン・ラクタリウスの戦い。
19世紀の歴史画。アレクサンダー・ツィック画。

552年7月1日、この地でブスタ・ガッローウムの戦い（またはタギナエの戦い (en) ）と呼ばれる東ローマ軍と東ゴート軍との決戦が行われた。この戦いで東ゴート軍は大敗を喫し、トーティラも戦死した。ナルセスは戦闘では勇敢だが、民間人への蛮行が目に余るランゴバルド族に報償を与えると故郷へ帰した。ナルセスは南下してローマを包囲し、この戦争で幾度も主を変えたローマは最終的に東ローマ帝国の手に帰した。
一方、東ゴート族の残党はテーイアを新王に選び抵抗を試みたが、東ゴート王国の財宝を保管してあったカンパニアのクメスをナルセスに包囲されてしまい、やむなくナポリ近くの山地に立て篭もった。552年10月もしくは553年初めに行われたモン・ラクタリウスの戦い (en) がゴート戦争における最後の大規模な戦いとなった。狭い渓谷に陣取った東ゴート族は頑強に抵抗し、東ローマ軍は攻略に2日を要している。この戦いでテーイアも戦死し、東ローマ帝国の勝利が確定した。その後も散発的な抵抗は続いたが、イタリアのほぼ全域が帝国の統治下に入った。
553年春に東ゴート族と同盟を結んだブティリヌスとレウタリス(de)（フランク王テウデベルト1世の弟）が（歴史家アガティアス (en) の誇大な数値によれば）75,000人のアラマンニ族とフランク族の兵士を率いてイタリアに侵入した。彼らは二手に分かれてメッシーナ海峡に至るまでイタリア中を略奪し回ったが、疫病によって数を減らした彼らはナルセスの反撃を受け、554年秋のウォルトゥルヌスの戦い (en) で壊滅した。
最後の東ゴート族の部隊が555年にコンプサで降伏し、多くの兵士たちがフランク王国に亡命している。最後の反乱が562年に鎮圧され、東ゴート族は歴史上から姿を消した。

## 戦後

### 東ローマ帝国によるイタリア統治
554年8月13日にユスティニアヌス帝は「国事詔書」 (en) （Sanctio Pragmatica）を発し、道管区長官（プラエフェクトゥス・プラエトリオ）を任命してイタリアを東ローマ帝国の領土に組み込んだ（完全に平定されてはいなかったが）。ユスティニアヌス帝の法制度がイタリアに適用されるに伴い、東ゴート諸王の過去の法律は認知されたが、「僭主」とされたトーティラの定めた法は除外された。彼の行った社会改革は無効とされ、元老院階級を回復させるためにトーティラによって解放された奴隷たちは元の主人に返された。さらにユスティニアヌス帝は戦争によって破壊された社会基盤の再建、徴税官の職権濫用の禁止、そして教育基金の創設を約束した。
ナルセスは強大な権力を持ってイタリアに留まり、軍事体制や行政・財政の再組織化にあたった。半島の防衛には軍司令官が指揮する4か所の辺境公領がつくられ、チヴィダーレ・デル・フリウーリ、トレント、コモそしてオート=アルプにそれぞれ配置された。イタリアは道管区 (en) （praefectura praetorio Italiae）に組織化され、二つの管区 (en) （dioecesis）に分けられ、各々に属州（provincia）が置かれた。しかし、シチリアとダルマチアはイタリアの属州からは別けられ、シチリアはいかなる属州にも属さずコンスタンティノープルから派遣された行政官に統治され、ダルマチアはイリュリア属州に組み込まれている。サルデーニャとコルシカはヴァンダル戦争（533-534）の際に属州アフリカの一部となっていた。「国事詔書」によれば属州長官は住民や貴族そして司祭によって選出されることになっていたが、この実効性は当時から疑問視されており、属州長官は中央からの強い統制を受けていた。
568年、皇帝ユスティヌス2世はローマ人の抗議を受け、ナルセスを解任してロンギヌスを後任に任命した。
ゴート戦争以降、帝国は西方に対する領土的野心を真剣には抱かないようになった。 751年にランゴバルド族がラヴェンナ総督府を滅ぼすまで、ローマは形式的には帝国の統治下に留まっている。南イタリアの一部では、11世紀頃まで帝国による支配が続いた。

### イタリアの衰退
東ローマ帝国のイタリア統治の特徴は極端な重税であり、これはローマ帝国から引き継がれた徴税制度によるものである。ディオクレティアヌス帝によって定められたカピタティオ・ユガティオ（capitatio-jugatio）と呼ばれる制度では、住民が納めるべき税はあらかじめ定められており、戦災や飢饉、疫病その他の被害による収穫の減少は考慮されず、特に酷い災害を受けた場合にのみ、一時的な減税が許されるだけであった。 当時の東ローマ帝国は長期間に渡る戦争だけでなく、542年に発生した黒死病による経済的な打撃も受けており、税収を火急に必要としていた。
さらには腐敗した官吏による汚職も住民や国家を蝕んでいた。プロコピオスは『戦史』ではユスティニアヌスを賞賛していたが裏ノートである『秘史』では、「彼（ユスティニアヌス）は、通称会計検査官と呼ばれる役人をイタリアに派遣し、すぐにすべての物をひっくり返し、破壊してしまった」と非難している。このような行為は、ユスティニアヌス帝の法律に反するものであったが、根絶することはできず、教皇グレゴリウス1世はシチリア、サルデーニャ、コルシカにおける徴税官の不正に抗議している。
幾つかの史料はイタリアの繁栄と再生を喧伝しているが 、現実は全く異なっていた。ユスティニアヌス帝が徴税官の職権濫用を防ごうとしたが効果はなく、ナルセスと彼の部下たちは破壊された諸都市の城壁の再建を行ったが、イタリアがかつての繁栄を取り戻すことはなかった。556年の教皇ペラギウス1世の手紙には「ひどく荒廃しており、何も復興していない」と書かれている。帝国からの重税に苦しめられていたイタリアの状況をさらに悪化させたものは559年から562年にかけて発生したペストの流行そしてそれに続く飢饉であった。
戦争被害から復興させるという約束にもかかわらず、ローマ市ではサラリオ橋が565年に修復されただけであった。西ローマ帝国滅亡後もオドアケルやテオドリックによってローマ市内の各種建造物は大々的に修復され、戦争が始まるまでは全盛期と変わらぬ威容を誇っていたものの、20年近くに渡って続いた戦争によりローマの大半が廃墟となって打ち捨てられ、多くのモニュメントが修理されることなく放置された。そして市内に水を供給していた14本の水道橋はベリサリウスによって修理されたトライアーナ水道橋 (en) を除いて全て機能を停止した。
特に545年末から546年にかけて行われた東ゴート軍による包囲戦はローマ市に決定的な致命傷を与え、東ローマ軍に従軍しローマ市に籠城していたプロコピオスも「市民は井戸ばたなどに生えている野草をあらそって奪い合う。ふん尿を食う。人肉を食う。餓死者は続出し、疫病がはやる。幼児をかかえてテヴェレの川に身投げる者が続出する。中には夜陰に乗じて囲いを突破し、集団的に田舎に逃亡するものも出る。しかし田舎へ行っても凶作と荒廃のため、のたれ死にとなってしまう。これでは貴族も何もあったものではない。まさに地獄絵図そのままの状況である」としており、人口が激減した結果546年の暮に東ゴート軍が入城した時には教会へ避難した者を合わせて市民の総数はわずかに500名であったとされるなど、当時のローマ市内の凄惨な状況を克明に記録している。
ローマ元老院も戦争によって多くの議員が殺害されるか東ゴート軍によって処刑され、東ローマに逃れた議員たちも一時はユスティニアヌスによって定められた元老院階級の回復政策によってイタリアに戻るものの、その後一転してユスティニアヌスはイタリアにおける元老院議員の職を事実上廃止したため、戦争の惨禍も合わさり西ローマ帝国滅亡後も健在で大きな影響力を誇っていたローマ元老院の重要性は急激に低下していった。この後元老院の権勢が回復することは二度と無く、名目上は12世紀時点でも存続していることになっていたものの、実態を伴った組織としては7世紀初頭に活動を停止して事実上消滅している。
教会財産もまた戦争により大きな打撃を受けており、560年に教皇ペラギウスは長く破滅的な戦争によって教会の収入は島々や半島外の領地からのみとなったと不平を述べている。しかしながら、教皇ペラギウスの指導の下、カトリックに改宗したアリウス派の教会を接収することにより、教皇庁はこの危機を乗り越えた。
この戦争は数世紀に渡りイタリアに悪影響を与え、戦闘の多くが都市包囲戦だったために都市中枢部の放棄と後背地への移動が促され、5世紀から始まっていた都市部の衰退と農村化のプロセスが完了することになる。
イタリアの困窮と帝国の消耗により、帝国にはイタリアの維持が困難になった。この戦争で帝国が獲得したものは儚いものであった。568年のランゴバルド族の侵入では、半島全域に略奪と破壊が広まり、歴史家ラヴェニャーニは「ゴート戦争にも劣らぬものであった」と述べている。ランゴバルド族は勝者の権利として、ローマ人たちを過酷に扱い、ランゴバルド族からの災厄を避けるために沼沢地に避難した人々がヴェネツィアをつくったとされる。イタリア本土の大部分が奪われ、ラヴェンナ総督府 (en) と呼ばれる中央イタリアからティレニア海、ナポリに至る地域や南イタリアの一部のみが帝国の統治下に残された。ユスティニアヌス帝はイベリア半島南部にも勢力を伸ばしたが、これも数十年後にはゲルマン系部族に征服されている。しかしながら、アウタリの時代にランゴバルド族統治下のローマ人の扱いは改善し、リウトプランドの時代にほぼローマ化され、蛮族の風習は放棄されてローマ的な生活が採用されるようになった。ランゴバルド族統治下の8世紀頃には人口と経済面での回復の兆しが現れ、9世紀のカロリング時代に一応の復興が見られるようになり始めるが、完全な復興は11世紀のコムーネ（自治都市）の勃興まで待たねばならない。

## 史料
ゴート戦争に関する最も重要な史料はプロコピオスの著作『戦史』（De Bellis）である。プロコピオスはベリサリウスの顧問を務めており、この戦争の前半期に従軍していた。『戦史』はヴァンダル戦争やペルシャとの戦争も含め、東ゴート族最後の王テーイアの死（553年）までを叙述している。これ以降、554年のナルセスによるフランク族の撃退までの歴史は、アガティアス (en) の著作『歴史』によって補完される。
また、ゴート戦争以前のゴート族の歴史についてはヨルダネス (en) の著作『ゴート族の起源』（羅: De origine actibusque Getarum）がある。